# Grand Prix d'Isbergues 2003
Il Grand Prix d'Isbergues 2003, cinquantasettesima edizione della corsa e valida come evento dell'UCI categoria 1.2, si svolse il 21 settembre 2003, per un percorso totale di 199,9 km. Fu vinto dal francese Jans Koerts che giunse al traguardo con il tempo di 4h37'33" alla media di 43,214 km/h.
Al traguardo 64 ciclisti portarono a termine il percorso.

## Ordine d'arrivo (Top 10)
| Pos. | Corridore           | Squadra         | Tempo    |
| ---- | ------------------- | --------------- | -------- |
| 1    | Jans Koerts         | Bankgiroloterij | 4h37'33" |
| 2    | Franck Renier       | La Boulangère   | s.t.     |
| 3    | Cédric Vasseur      | Cofidis         | s.t.     |
| 4    | Aart Vierhouten     | Lotto-Domo      | s.t.     |
| 5    | Frédéric Guesdon    | Fdjeux.com      | s.t.     |
| 6    | Frédéric Gabriel    | MBK-Oktos       | s.t.     |
| 7    | Jean-Michel Tessier | Marlux          | s.t.     |
| 8    | Frédéric Bessy      | Cofidis         | s.t.     |
| 9    | Matthé Pronk        | Bankgiroloterij | s.t.     |
| 10   | Nico Mattan         | Cofidis         | a 20"    |